# Кавшбая, Акакий Мусуркаевич
Акакий Мусуркаевич Кавшбая (1896 год, село Шешелети, Сухумский округ, Кутаисская губерния, Российская империя — неизвестно, село Репо-Шешелети, Гальский район, Абхазская АССР, Грузинская ССР) — звеньевой колхоза имени Дзигуа Гальского района, Абхазская АССР, Грузинская ССР. Герой Социалистического Труда (1948).

## Биография
Родился в 1896 году в крестьянской семье в селе Шешелети (сегодня — Шешелета Гальского района).
С раннего возраста трудился в сельском хозяйстве. Во время коллективизации одним из первых вступил в колхоз имени Дзигуа, названный именем односельчанина-революционера Павла Евтимовича Дзигуа. В послевоенные годы — звеньевой полеводческого звена в этом же колхозе.
В 1947 году звено под его руководством собрало в среднем с каждого гектара по 74 центнера кукурузы на участке площадью 3 гектара. Указом Президиума Верховного Совета СССР от 21 февраля 1948 года удостоен звания Героя Социалистического Труда за «получение высоких урожаев кукурузы и пшеницы в 1947 году» с вручением ордена Ленина и золотой медали «Серп и Молот» (№ 690).
Этим же Указом званием Героя Социалистического Труда были награждены председатель колхоза Пармен Павлович Маркелия, бригадир Владимир Битгаевич Кавшбая и звеньевой Никандро Елизбарович Тунгия.
После выхода на пенсию проживал в родном селе Репо-Шешелети. Дата смерти не установлена.
Награды
- Герой Социалистического Труда
- Орден Ленина
- Медаль «За оборону Кавказа» (01.05.1944)